# Halleneuropameisterschaften im Bogenschießen 2002
Die 8. Halleneuropameisterschaften im Bogenschießen wurden vom 13. bis 17. März 2002 in der türkischen Hauptstadt Ankara ausgetragen.

## Ergebnisse

### Recurvebogen
| Disziplin         | Gold                                                          | Silber                                                      | Bronze                                                   |
| ----------------- | ------------------------------------------------------------- | ----------------------------------------------------------- | -------------------------------------------------------- |
| Männer Einzel     | Wiktor Ruban                                                  | Marco Galiazzo                                              | Flavier Pothier                                          |
| Frauen Einzel     | Natalia Valeeva                                               | Jelena Tutatschikowa                                        | Tetjana Bereschna                                        |
| Männer Mannschaft | Italien Marco Galiazzo Michele Frangilli Mario Casavecchia    | Frankreich Flavier Pothier Bérenger Chaillot Franck Fisseux | Großbritannien Michael Peart Neil Bridgewater Roy Nash   |
| Frauen Mannschaft | Ukraine Tetjana Bereschna Olena Sadownytscha Kateryna Palecha | Georgien Chatuna Putkaradse Olga Ladigina Asmat Diasamidse  | Russland Jelena Tutatschikowa Anna Puzewa Sofija Jarkina |

### Compoundbogen
| Disziplin         | Gold                                                     | Silber                                                        | Bronze                                                    |
| ----------------- | -------------------------------------------------------- | ------------------------------------------------------------- | --------------------------------------------------------- |
| Männer Einzel     | Tevž Grögl                                               | Arturo Torrijos                                               | Simon Frankhauser                                         |
| Frauen Einzel     | Olga Zandvliet                                           | Giorgia Solato                                                | Nichola Simpson                                           |
| Männer Mannschaft | Frankreich Stéphane Sauvignan Eric Verrier Hervé Dardant | Spanien Arturo Torrijos José Ignacio Catalán Antonio González | Slowenien Tevž Grögl Štefan Ošep Dejan Sitar              |
| Frauen Mannschaft | Italien Giorgia Solato Biagia Sambataro Floriana Mattia  | Frankreich Valérie Fabre Catherine Deburck Maggy Masson       | Großbritannien Nichola Simpson Linda Garnar Sheila Harris |

## Medaillenspiegel
| Platz  | Land           | Gold | Silber | Bronze | Gesamt |
| ------ | -------------- | ---- | ------ | ------ | ------ |
| 1      | Italien        | 3    | 2      | –      | 5      |
| 2      | Ukraine        | 2    | –      | 1      | 3      |
| 3      | Frankreich     | 1    | 2      | 1      | 4      |
| 4      | Slowenien      | 1    | –      | 1      | 2      |
| 5      | Niederlande    | 1    | –      | –      | 1      |
| 6      | Spanien        | –    | 2      | –      | 2      |
| 7      | Russland       | –    | 1      | 1      | 2      |
| 8      | Georgien       | –    | 1      | –      | 1      |
| 9      | Großbritannien | –    | –      | 3      | 3      |
| 10     | Schweiz        | –    | –      | 1      | 1      |
| Gesamt | Gesamt         | 8    | 8      | 8      | 24     |